# Route nationale 563
Die N563 war von 1933 bis 1973 eine französische Nationalstraße, die zwischen der N85 am Col de Valferrière und der N562 südlich von Fayence verlief. Ihre Länge betrug 31 Kilometer. Von 1982 bis 2006 wurde die Nummer N563 für eine Verbindung von der Anschlussstelle 11 der A630 zum Flughafen von Bordeaux verwendet. Diese trägt heute die Nummer D1563.